# 阪急ドラマシリーズ
阪急ドラマシリーズ（はんきゅうドラマシリーズ・Hankyu drama Series）は、1965年10月から1994年3月にかけて宝塚映像（旧・宝塚映画制作所）と関西テレビ放送の制作、阪急電鉄・阪急百貨店・阪急不動産を筆頭とする阪急東宝グループ（現：阪急阪神東宝グループ）の単独提供により放送されていたテレビドラマシリーズのタイトルである。
本項では、1971年以前の「宝塚映画シリーズ」のタイトルで放送された作品についても記述する。

## 概要
- 当初は金曜日（極初期） → 木曜日22:30 - 23:00枠を用いた、フジテレビとの同時ネットで放送されており（後者は現在の木曜劇場の時間帯）、中高年齢層向けのホームドラマ路線を1クール、もしくは2クール単位で制作していた。初期には、宝塚歌劇団の現役生徒[注釈 1]（タカラジェンヌ）が、主演級の役で出演した事もあった。また最初の金曜日時代は休止期間もあった。
- 1981年10月開始の『事件ですよ! 』からは、関西地区限定の木曜日19:00 - 19:30枠へ移動（フジテレビは金曜日17:30 - 18:00の遅れネットに変更）。1982年4月開始の『先生お・み・ご・と! 』からは、フジテレビが金曜日19:00 - 19:30枠を一時的に放棄していた事情もあって、同時間帯へと移動。内容を若年齢層向けのファミリードラマ路線へ一新することで、1982年4月 - 1983年3月末までの1年間は、関東地区でもゴールデンタイムにおける同時ネットが実現した。金曜日19:00 - 19:30枠における放送は、1983年4月以降も関西地区限定で継続された。そのため、フジテレビで同時間帯に放送していた『夕食ニャンニャン』等の番組（ローカルセールス枠）は関西テレビでは別の時間帯に遅れネットする措置を取っていた。一方、関東地区では阪急グループの提供降板もあり、夕方（16:00枠）や、早朝（6:00枠）への移動が頻発することになるが、それでも最終作まで放送を継続した。
- スポンサーの性質上、阪急沿線（京阪神地域）がドラマの舞台になっており、劇中でも阪急マルーンの電車が常に登場。かつての神戸阪急ビルを背景に、撮影された場面も多かった。
  - 原作付きの作品に関しては様々な地域が舞台となっているが、これらが当枠に放送されるときは阪急沿線に舞台が統一されている。
    - 例えば、『それいけ!ズッコケ三人組』は原作だと広島市をモデルとした中国地方の架空の地域「ミドリ市花山町」が舞台となっていた他、主人公のハチベエは八百屋の息子という設定だったが、これらを宝塚市内の県営住宅に改変されていた。
    - 特に『めざせ!金メダル 山口香物語』に至っては、設定上は主人公の山口香の出身地である東京が舞台ではあるが、全編を通して阪急沿線で撮影された。

  - 劇中で路線バスに乗る描写もあるが、やはりスポンサーの関係上阪急バスが登場した。
- 阪神・淡路大震災前に終了した事から同シリーズの特に阪神間ロケのドラマに震災前の貴重な街並みや名所が収められている。
- 1980年頃までは、出演者が阪急電車へ乗る場面には必ず、阪急電車のコマーシャルソングを模した音楽が使われていた。
- 関西テレビにおける提供場面は、1985年4月から"この番組は阪急グループ（阪急東宝グループ）がお送りします（しました）"と、朗読されていた。阪急グループとはいっても番組中に流れたコマーシャル（タイムCM）は阪急電鉄・阪急百貨店・阪急不動産・新阪急ホテル（1981年4月から）・阪急イングス（阪急百貨店イングス館を経て、2012年阪急うめだ本店に吸収・閉店）や宝塚ファミリーランド（2003年に閉園）以外は流れていなかった。
- フジテレビで放送される際のタイムCMは、阪急不動産など当時首都圏で事業展開していなかったものはカットされ（バックだけ一瞬写っていた）、阪急電鉄は宝塚歌劇団における東京宝塚劇場公演の宣伝に差し替えられ、阪急百貨店も関西地区と同じCM素材だが、「大井店・東京数寄屋橋店」とわざわざ東京の店舗名をいれたものになっていた。しかし、新阪急ホテルや宝塚ファミリーランドのCMが放映されていた他（関西旅行にとナレーションが入っていた）、関東での阪急ブレーブスの試合案内など東京用にアレンジしたりもされていた。

提供テロップ
- 放送開始時（1965年10月）～1981年3月まで
  - 阪急電車・阪急百貨店・阪急不動産
- 1981年4月～1983年3月まで
  - 阪急電車・阪急百貨店・阪急不動産・新阪急ホテル
- 1983年4月～1990年春まで
  - 阪急グループ
- 1990年～1992年春まで
  - 阪急東宝グループ（1990年から1年間はゴシック帯の書体で1991年以降は現行の阪急阪神東宝グループの書体だった）
- 1992年～終了まで
  - 阪急東宝グループ（下段に阪急電車・阪急百貨店・阪急不動産と小さい文字で記されていた）

## 作品一覧

### 宝塚映画シリーズ
- 水のように（1965年）

（この間、ドキュメンタリー番組『ドキュメンタリー・カラハリ』のため中断）
- 我が心の歌（1966年）
- 楽天夫人（1967年） - この後『パリのたからじぇんぬ』を3週放送
- ほっこまい（1967年）
- ふぐ大将（1967年）2クール作品
- 東西屋大将（1968年）
- 黒い髪の智子（1968年）
- わが恋やまず（1969年）
- 二つの影（1969年）
- 花はくれない（1970年）2クール作品
- 佐野洋サスペンスアワー（1970年）2クール作品

### 阪急ドラマシリーズ
- ご苦労さん（1971年）
- それゆけ結婚（1971年）主演：鳥居恵子
- ママは花嫁（1972年）
- 花嫁とおばあちゃん（1972年）
- うちの兄嫁（1972年）
- 花嫁ちんとんしゃん（1973年）
- 結婚許しません（1973年）
- 花すぐき（1973年）
- 太陽が欲しい（1973年）
- 京都清水五条坂（1974年）
- たすきと包丁（1974年）大地真央が出演している。
- せなかあわせ（1974年）
- 秋燃えの女(ひと)（1974年）
- あこがれ雲（1975年）
- 乾杯!レモンちゃん（1975年）
- この指とまれ（1975年）
- 星たちのうた（1975年）
- 愛のファインダー（1976年）
- それぞれの出発（1976年）
- 河原町東入ル（1976年）
- 新・河原町東入ル（1977年）1話2回完結、この作品から2クール作品に。
- どうなってるの!? （1977年）
- またまたどうなってるの!? （1978年）
- こんどはどうなってるの!? （1978年）
- 売れっ子女房（1979年）
- 新婚プラス1（1979年）
- いらっしゃいませ!（1980年）
- ゆるしません!（1980年）
- おだいじに…（1981年）
- 事件ですよ!（1981年）
- 先生お・み・ご・と!（1982年）
- 青春INGS ゆう子とヘレン（1982年）
- くたばれ かあちゃん!（1983年）
- 怪人二十面相と少年探偵団（1983年）1話2回完結、ナレーションを導入。
- 怪人二十面相と少年探偵団II （1984年）
- ママ、聞いてよ!（1984年）
- それいけ!ズッコケ三人組（1985年）「チャレンジシリーズ」スタート
- 泳げ!第5コース（1986年）この作品から再びナレーションを導入
- 赤いシュート!（1986年）
- はずめ!イエローボール（1987年）
- 赤いバッシュ!（1987年）この作品を最後にナレーションが無くなる。「チャレンジシリーズ」最終作
- 1・2・3と4・5・ロク（1988年）この作品から1年間の大河作品に
- 新1･2･3と4･5･ロク（1989年）
- わんぱく天使（1990年）
- 料理少年Kタロー（1991年）（3クール作品）
- 少女探偵事件ファイル（1992年）この作品から再び1クール作品
- めざせ!金メダル 山口香物語（1992年）この作品でナレーションが復活
- めざせ!金メダル 新 山口香物語（1992年）
- 胸さわぎの15才（1992年）
- べにすずめたちの週末（1993年）
- ワタナベ（1993年）
- ふぞろいのイレブン（1993年）
- ときめき時代（1993年）
- 学校の怪談（1994年）最終作。1話完結

## 放送局
- 国内
  - 関西テレビ
  - フジテレビ - 関西テレビと同時ネット（～1981年、1982年～1983年）→木曜日夕方17時30分に移行（1981年～1982年）のちに金曜日夕方16時に移行（1983年～1987年）→土曜日早朝に移行後日曜日早朝に移行（1987年～1994年）。なお打ち切りは関西テレビとほぼ同時期で、全作品を放送した。番組提供は『青春INGS ゆう子とヘレン』まで阪急グループ、以降はノースポンサーであった。
  - 北海道放送（TBS系列） → 札幌テレビ放送（日本テレビ系列だが1972年までFNSにも加盟）
　※北海道文化放送が1972年に開局した後も、引き続き一部作品を番販扱いで平日午前に放送。1970年代後半は日曜深夜に『河原町東入ル』等を放送。80年代前半は『どうなってるの』『またまたどうなってるの』(1983年2～3月)、『売れっ子女房』(同年6月)、『新婚プラス1』(同年8月)等が平日午前10時台に放送されていた。なお北海道文化放送では、1982年3月まで関西テレビ制作の全国ネット番組『凡児の娘をよろしく』を土曜午後に回し、東京12チャンネルの『大江戸捜査網』（1976年9月まで） → 『金曜スペシャル』（1976年9月まで「水曜スペシャル」、10月以降「木曜スペシャル」）を22:00～22:54の枠で放送していた。
  - 長野放送 - 開局当初に『黒い髪の智子』を放送（その後の作品の放送については不明）。これは、『ズバリ!当てましょう』が番組スポンサーの松下電器産業（現：パナソニック）の意向により、信越放送（TBS系列）での放送を暫定的に継続したことによる放送枠の穴埋め措置だった[1]
  - 東海テレビ - 初期作品を関西テレビと同時ネットで放送。但しスポンサーは同業他社の名鉄グループ（名古屋鉄道と子会社の名鉄百貨店の2社）で、『名鉄アワー』の枠名があった[2][3]。
  - テレビ新広島 - 開局直後は同時ネットしていたが[4]、その後打ち切り、『唄子・啓助のおもろい夫婦』を枠移動させ、本来の同番組の日曜23:00～23:30の時間帯を自主編成枠としていた（自社制作番組『釣りごろつられごろ』[5]など）。別途宝塚歌劇団の舞台中継については、1980年代初期の一時期、阪急東宝グループのスポンサードネットで放送していた。
  - 広島ホームテレビ（テレビ朝日系列） - 1989年に『青春INGS ゆう子とヘレン』を番販購入して平日9:55-10:30枠で放送した[6]。
  - 山口放送（日本テレビ系列） - 1970年代前半には木曜日22:30-23:00枠で、番販購入による数ヶ月遅れの放送が確認されている。
  - テレビ山口 - 『それいけ!ズッコケ三人組』のみ。同作の原作者が山口在住のため。
  - テレビ西日本- 1981年9月まで関西テレビと同時ネット。金曜19時枠の頃は未放送で、その後、一部の作品を番販扱いで金曜16時に放送していた。
  - サガテレビ - 1981年9月までの各作品と、金曜19時枠の『先生お・み・ご・と!』『青春INGS ゆう子とヘレン』を放送。金曜19時枠の頃は同時ネット。
  - ファミリー劇場
- 国外
  - KIKU-TV（ハワイ）

### 備考
- 1981年9月までの木曜22:30～23:00時代は、阪急東宝グループの営業エリアなどの関係による地域限定ネットワークセールスであるが故に完全な全国ネットとはいかず、スポンサードネットの対象から外れた地域も多かった。また、当時はクロスネット局も多かったため、大半の系列局はフジテレビ制作の全国ネット番組『唄子・啓助のおもろい夫婦』を遅れネットながらスポンサード扱い（地域によってはローカルスポンサーによる番販ネット）の裏送りネットとして同枠で放送していた。それらの地域では、関西テレビ制作の全国ネット番組だった『凡児の娘をよろしく』（木曜22:00～22:30）とセットの形となっていた。代わりに、それらの局では、フジテレビ・関西テレビ等で『おもろい夫婦』を放送していた日曜23:00～23:30時間帯をローカルセールス枠として、自社制作番組・系列外番組（当時独立局だった東京12チャンネル制作番組が主）・フジテレビ系列の遅れネット番組を編成した。